# Cours, Lot-et-Garonne
Cours är en kommun i departementet Lot-et-Garonne i regionen Nouvelle-Aquitaine i sydvästra Frankrike. Kommunen ligger i kantonen Prayssas som tillhör arrondissementet Agen. År 2022 hade Cours 193 invånare.

## Befolkningsutveckling
Antalet invånare i kommunen Cours
| Referens: INSEE |